# Antonio Arboleda y Arrachea
Antonio María Sinforoso Arboleda Vergara y Arrachea Mosquera (Popayán, 16 de julio de 1770-17 de marzo de 1825) fue un abogado, mecenas, educador y naturalista neogranadino.
Fue pionero de la abolición de la esclavitud y prócer de la Independencia de Colombia.

## Biografía
Nació en Popayán en el seno de una familia de alcurnia de origen español, estrechamente vinculada a su región desde el siglo XVII. Fueron sus padres Francisco Antonio Arboleda y Vergara y Juana Francisca Arrachea y Mosquera y en la pila bautismal recibió los nombres de Antonio María Sinforoso. 
Inició sus estudios en el Real Seminario de su ciudad, donde tuvo por condiscípulos a varios de quienes desempeñarían un papel destacado en la Nueva Granada y posteriormente en la Gran Colombia durante la primera mitad del siglo XIX, entre ellos, Jerónimo de Torres y Tenorio, Santiago Arroyo y Valencia, Toribio Migüez Rodríguez, Mariano del Campo y Larrahondo, Manuel de Pombo y Mariano Tejada. Se trasladó a Santafé, donde se graduó como doctor en leyes en el Colegio Mayor de Nuestra Señora del Rosario en 1791, ocupando en dicho claustro los cargos de consiliario tercero entre 1791 y 1793, catedrático interino de derecho civil en 1792 y vicerrector en 1793. Permaneció en la capital hasta los 23 años de edad para luego regresar a su ciudad natal.
Fue un gran defensor y promotor de la instrucción pública y a él se debe la fundación en 1808 de la Escuela Patriótica, centro de enseñanza de las primeras letras que arrojó frutos en corto tiempo. Desde temprana edad mostró inclinación hacia el cultivo de la poesía, y la prosa que se conserva de él se caracteriza «por su forma sencilla, elegante, clara y castiza». Compartió su inquietud intelectual en la tertulia de Mariano Lemos y Hurtado a la cual asistían, entre otros, Ignacio Torres Tenorio; José Félix de Restrepo; Antonio Tejada; Ignacio Del Campo y Larrahondo; Juan A. Rebolledo; Francisco Pombo; Santiago, Mariano y José Antonio Arroyo y Valencia; Toribio Migüez Rodríguez; Mariano Barona; Ignacio y Antonio Fernández; Antonio Medina; Felipe Largacha; y Juan M. Medina. El denominador común de todos cuantos asistían a dicha tertulia fue su apoyo a la causa independentista.
Formó parte del grupo de notables que adelantó las labores de empadronamiento conducentes al Censo de Popayán de 1807, bajo la dirección de Santiago Arroyo y Valencia, equipo en el que también participaron Jerónimo de Torres y Tenorio, José de Lemos y Hurtado, José Antonio Pérez de Arroyo y Valencia y Manuel Lora Hurtado, entre otros.

### Amigo, corresponsal y mecenas de Caldas

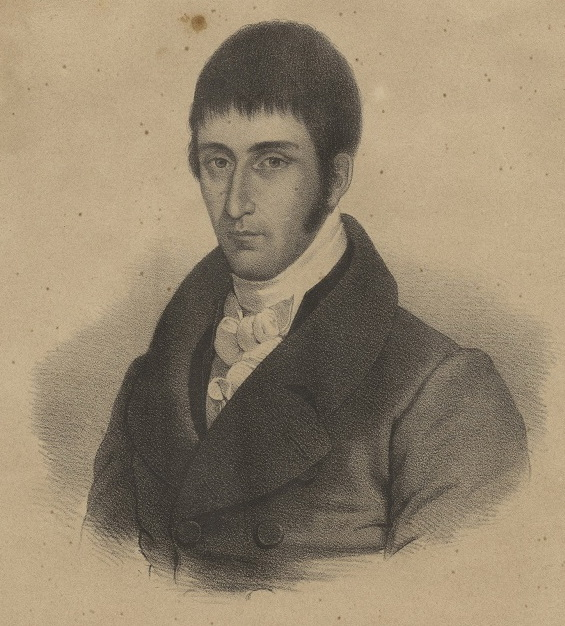
Francisco José de Caldas, El Sabio, (1768-1816), amigo y corresponsal de Arboleda. (Museo Nacional de Colombia, Bogotá).

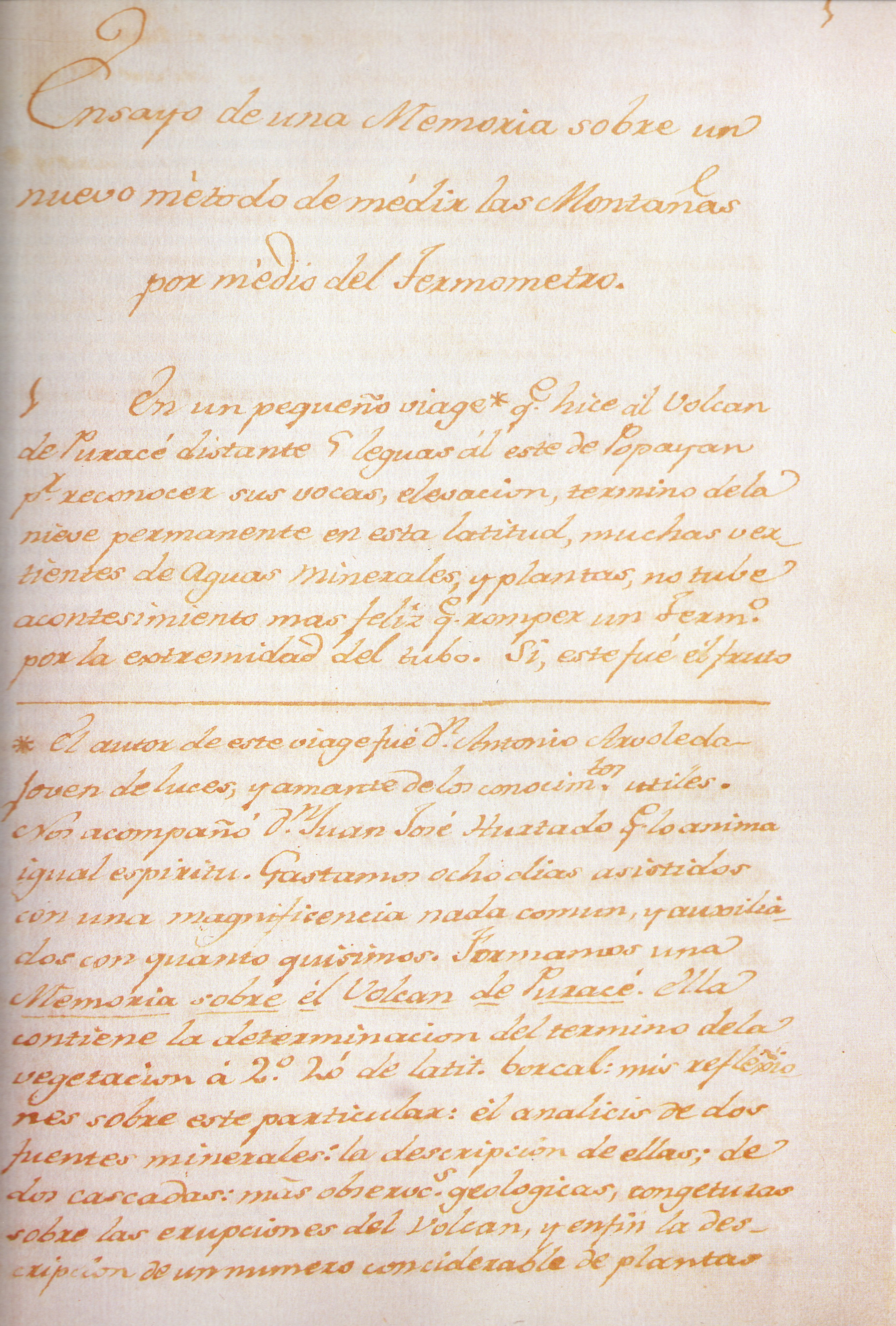
Ensayo de una memoria sobre un nuevo método de medir las montañas por medio del termómetro y el agua hirviendo, elaborado por Caldas luego de su primera excursión al volcán Puracé con Arboleda. (Biblioteca General, Universidad de Antioquia, Medellín.)

Se consagró al estudio de las ciencias naturales y la meteorología, campos de interés en los que cimentó una estrecha amistad con El Sabio Caldas, con quien había ingresado simultáneamente al claustro del Rosario en 1798, a quien apoyó en varios de sus proyectos y con quien intercambió una profusa correspondencia epistolar que fue publicada en su mayoría durante el siglo XX. Antonio Arboleda fue para Caldas en Popayán lo que Santiago Arroyo y Valencia lo fue en Santafé: un amigo y confidente de todas las horas, en quien El Sabio depositaba la mayor confianza, tal como quedó demostrado en dos ocasiones: la primera, cuando le confió los manuscritos que habría de enseñarle a Humboldt; y la segunda, cuando lo eligió como su apoderado para contraer matrimonio por poder en Popayán, el 13 de mayo de 1810. «Esta sed, este furor de saber y de ser útil me devora; usted conoce bastante a Caldas para convencerse de ello sin prueba», le dice El Sabio a Arboleda en una misiva que le dirige desde Santafé el 21 de marzo de 1802.
El entusiasmo de Caldas por las ciencias fue compartido por Arboleda como amigo y mecenas, pero también como discípulo. Ambos decidieron conformar una sociedad científica en la que participó el hermano de Arboleda, Manuel María Arboleda y Arrachea, quien igualmente aportó fondos de la fortuna familiar para financiar los viajes de Caldas por los Andes ecuatorianos y en cuyas haciendas de Popayán, especialmente en "Poblazón", efectuó El Sabio varias pruebas de sus teorías. En esta sociedad científica también participaron su sobrino Juan José Hurtado y Arboleda, y Jerónimo Torres Tenorio.
La vinculación de Arboleda y de su familia como mecenas de Caldas fue larga, por lo menos hasta 1808, e incluyó proyectos de gran alcance como la fundación de un observatorio astronómico en Popayán y la solicitud a Europa de instrumental técnico del más alto nivel, con el apoyo de Humboldt -quien elaboró la lista de instrumentos- y de algunos otros sabios europeos, con resultados que en alguna medida se lograron. Por ello, en una carta de José Ignacio de Pombo a José Celestino Mutis, éste habla de «(...) el proyecto de mis paisanos los Arboleda para fundar en Popayán un observatorio», siendo Antonio Arboleda y su hermano Manuel María los financiadores e intermediarios, y Francisco Antonio Zea quien traería los instrumentos de París.
Desde Popayán, Arboleda le costeó y envió a Caldas libros e instrumentos para sus estudios. Participaron juntos en varias excursiones y con Arboleda subió Caldas al volcán Puracé por vez primera, viaje en el que El Sabio descubrió el método para calcular la medida de las montañas, que plasmó en su obra Ensayo de una memoria sobre un nuevo método de medir las montañas por medio del termómetro y el agua hirviendo.
Tras ese mismo viaje, ambos elaboraron una Memoria sobre el volcán del Puracé, que contiene la determinación de la vegetación, el análisis de fuentes minerales y observaciones geodésicas, entre otros aspectos. El traslado de Arboleda a Antioquia habría de influir en la posterior decisión de El Sabio de instalarse en aquella provincia a comienzos de 1813.
A lo largo de su intercambio epistolar, Caldas reconoce en su amigo Arboleda a un interlocutor de gran valía para compartir con él sus inquietudes científicas...

«[...] He quedado satisfecho del celo de usted por el adelantamiento de una ciencia que puede hacernos conocer algún día del resto de los hombres, con tal que la cultivemos con esmero.»

Carta de Caldas a Antonio Arboleda y Arrachea; Santafé, 28 de agosto de 1800

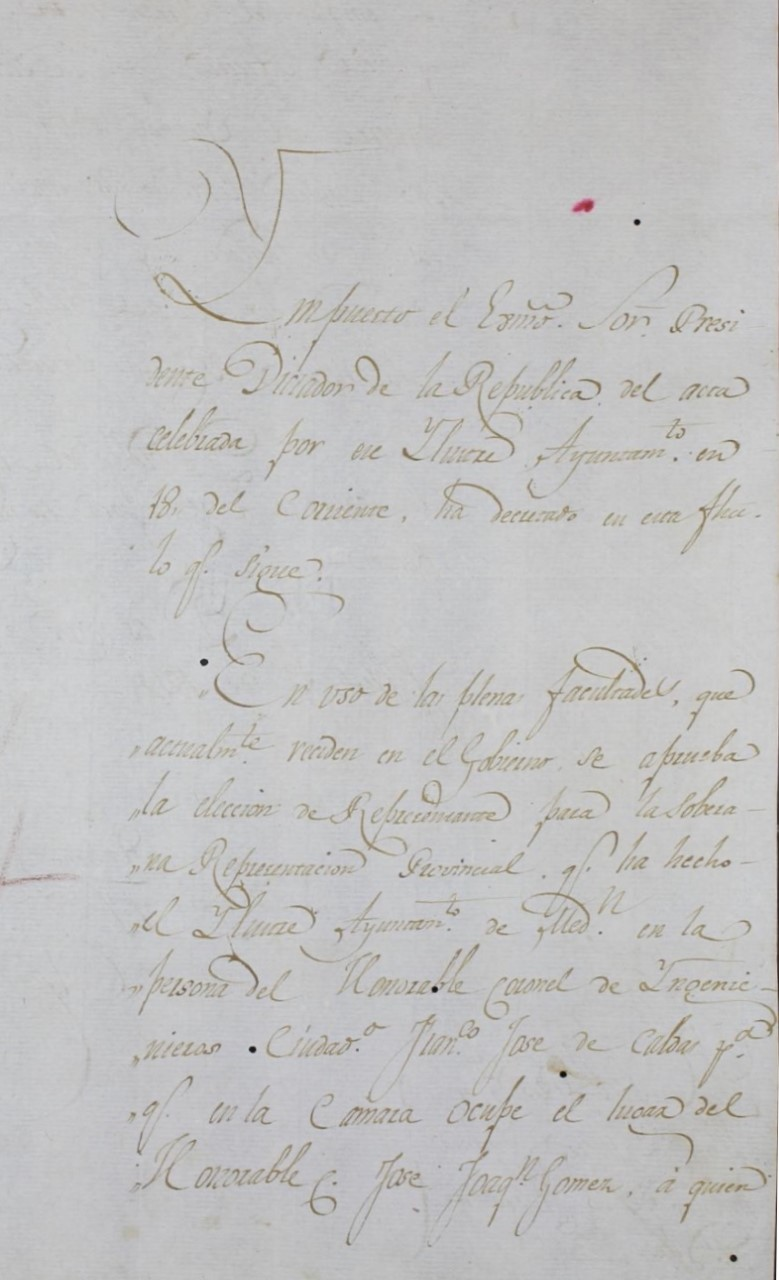
Acta del Concejo de Medellín en que se aprueba el nombramiento del Coronel de Ingenieros Francisco José de Caldas y de Antonio Arboleda como representantes titular y suplente a la Cámara por Medellín (Archivo Histórico de Medellín).

...y agradece el apoyo permanente que él y su familia le brindan a varios de sus proyectos e investigaciones:

«[...] Yo no podré expresar bastante el gusto que tengo de poseer su confianza y su amistad, esta amistad fundada en la uniformidad de caracteres, solidada por una serie de años pasados en medio de la paz y de la buena correspondencia, y llevada al más alto punto de estrechez por tanta bondad y beneficios que he recibido de su mano y de su casa.»

Carta de Caldas a Antonio Arboleda y Arrachea; Quito, 21 de enero de 1802

### Ley de libertad de esclavos en Antioquia
Arboleda desempeñó un papel protagónico en la elaboración y aprobación del proyecto de ley de manumisión de esclavos presentado en el Estado Libre de Antioquia a Juan del Corral, quien a su vez la presentó bajo el título Ley sobre la posteridad de los esclavos africanos y sobre los medios de redimir sucesivamente a sus padres, extendida y propuesta para su sanción a la Cámara de Representantes del Pueblo por el Excelentísimo Dictador Ciudadano Juan Bautista del Corral.
El cuerpo legislativo de ese Estado consideró la propuesta, elaborada conjuntamente por el diputado Arboleda, Vicepresidente de dicho órgano, y los diputados José Miguel De la Calle, Presidente; José Félix de Restrepo; Pedro Arrubla; y José Antonio Benítez. El proyecto fue aprobado definitivamente el 20 de abril de 1814 y estuvo en vigor hasta que Antioquia fue ocupada nuevamente por el ejército español durante la Reconquista.
La importancia y trascendencia de esta ley pionera estriba en que declaró libres los partos de las esclavas.  Adicionalmente, impuso a los amos la obligación de mantener a los libertos hasta los dieciséis años de edad; dispuso que los que tuvieran herederos forzosos dejaran libre por su testamento la décima parte de sus esclavos y la cuarta los que no tuvieran tales herederos; estableció para la manumisión sucesiva una contribución anual de 2 pesos por cada esclavo varón y 1 por cada mujer; y prohibió la importación y exportación de esclavos y que los hijos de éstos fueran separados de sus padres.

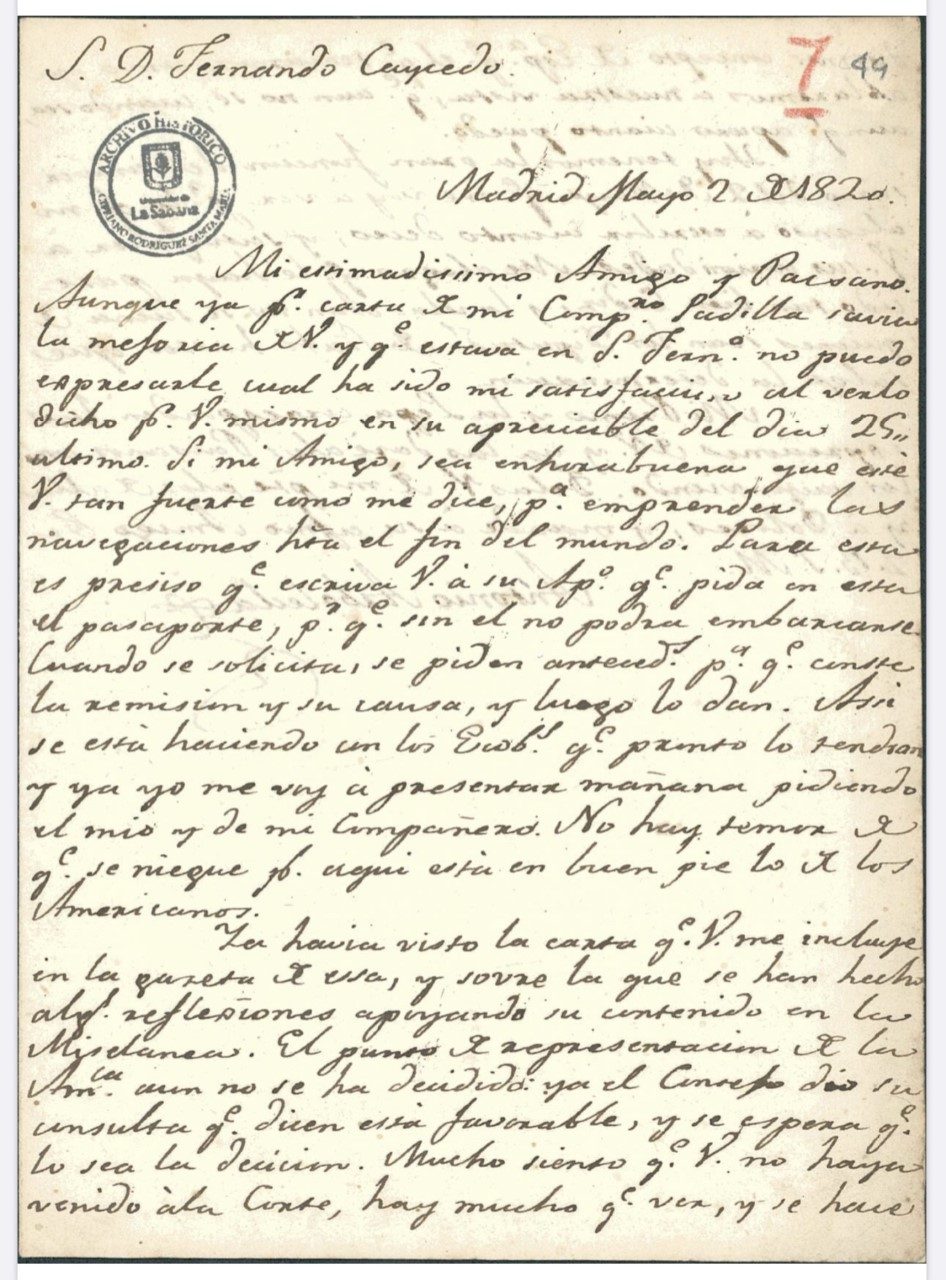
Carta de Arboleda al presbítero Fernando Caicedo y Flórez desde su exilio en Madrid, en 1820. (Archivo Histórico Cipriano Rodríguez Santamaría, Universidad de la Sabana, Bogotá).

### La Independencia
Formó parte de la Junta Revolucionaria establecida en Popayán en 1810, en cuya junta de seguridad fue designado como representante por el Cabildo y secretario. Vistió el uniforme militar y en ese campo alcanzó el grado de coronel, tomando parte en las operaciones militares que se desarrollaron en la provincia de Popayán a partir de 1811 en busca de la emancipación y prestando posteriormente sus servicios en el Estado Mayor. 
El 26 y 27 de abril de 1812 luchó en la batalla de La Ladera dentro del grupo de trescientos patriotas que defendieron la ciudad frente a 1600 realistas provenientes de El Tambo, resultando derrotados estos últimos. En esta defensa de Popayán, Arboleda luchó junto a José María Cabal, Nicolás Larrahondo, José Félix de Restrepo, Alejandro Macaulay y José María Mosquera.
José Hilario López, quien también participó en esa batalla siendo apenas un adolescente, describe en los siguientes términos la participación de Arboleda en el enfrentamiento bélico:

«[...] La historia debiera hacer el verdadero encomio de la conducta que tuvieron en estas circunstancias tantos hombres respetables que no pertenecían al ejército, como el doctor A. Arboleda, que tuvo una parte activa en estas funciones, mandando una compañía formada de los jóvenes más distinguidos de Popayán, con la cual contribuyó de una manera muy eficaz a repeler a los sitiadores, ya defendiéndose en el convento de Santo Domingo, ya haciendo parte de la columna de ataque.»

José Hilario López, Memorias, 1857. 

Al año siguiente se desempeñó como comandante del departamento de Caloto. Sus posteriores esfuerzos en pro de la causa republicana no rindieron frutos y hubo de trasladarse a Medellín con su esposa; fue en este período cuando Arboleda se desempeñó como vicepresidente del Congreso de Antioquia.
Ocupó la gobernación de Popayán entre diciembre de 1815 y junio de 1816. En ese mismo año, tras la derrota del ejército republicano en la batalla de la Cuchilla del Tambo, fue apresado por las fuerzas realistas, que lo condujeron a Santafé. Su familia intercedió por él ante las autoridades españolas y obtuvo la conmutación de la pena de muerte por el destierro gracias a la mediación de su primo hermano Joaquín de Mosquera y Figueroa, quien había presidido el Consejo de Regencia de España e Indias en 1812. 
Partió hacia el exilio en compañía de otro patriota, Lino de Pombo y O'Donnell, que había corrido idéntica suerte, y permaneció en Madrid hasta 1820, cuando pudo regresar invocando el indulto a los republicanos proscritos que había sido otorgado por Fernando VII el 28 de septiembre de 1816, a raíz de su matrimonio con María Isabel de Braganza.

### Obra
Además de la documentación epistolar publicada en el siglo XX, la mayor parte de la producción escrita de Antonio Arboleda y Arrachea que se salvó del decomiso o destrucción tras su juicio y posterior destierro se conserva en los archivos históricos de varias universidades colombianas, principalmente la Universidad del Rosario, la Universidad de la Sabana, la Pontificia Universidad Javeriana y la Universidad del Cauca. Así mismo, la Biblioteca Luis Ángel Arango conserva un fondo documental que permite contextualizar la dinámica de las decisiones de Arboleda y de varios miembros de su familia a lo largo de varias generaciones. Algunos de los escritos del prócer fueron compilados, editados y publicados de manera póstuma; otros permanecen inéditos. 
Entre sus obras más destacadas se cuentan:
- Ley sobre la posteridad de los esclavos africanos y sobre los medios de redimir sucesivamente a sus padres, extendida y propuesta para su sanción a la Cámara de Representantes del Pueblo por el Excelentísimo Dictador Ciudadano Juan Bautista del Corral, proyecto de ley elaborado por Arboleda conjuntamente con José Félix de Restrepo, José Miguel De la Calle, Pedro Arrubla y José Antonio Benítez. Se aprobó en el Estado de Antioquia en 1814 y fue publicado como ley en ese mismo año.
- Ideas acerca de la necesidad de generalizar la instrucción pública en la Nueva Granada, publicado en Popayán en 1856.
- Solicitud a la legislatura de la Nueva Granada para la aplicación de una cantidad a favor de la instrucción pública.
- Cuestión de nulidad sobre las elecciones del distrito de Cali, publicada en la imprenta de Figueroa, en Popayán, en 1848.
- Réplica a vecinos de Cali por el caso del fusilamiento de José María Zapata.
- Memoria sobre el volcán del Puracé (en conjunto con Francisco José de Caldas), editada y publicada en Madrid en 1909, en la Librería General de Victoriano Suárez.
- Réplica al señor Braulio Henao por los cargos que se le imputan por su conducta en la revolución de Antioquia.
- Réplica a los falsos liberales que han censurado el indulto que el general Tomás Herrera ha otorgado a los comprometidos en la revolución del general Borrero en Antioquia.

### Vida personal

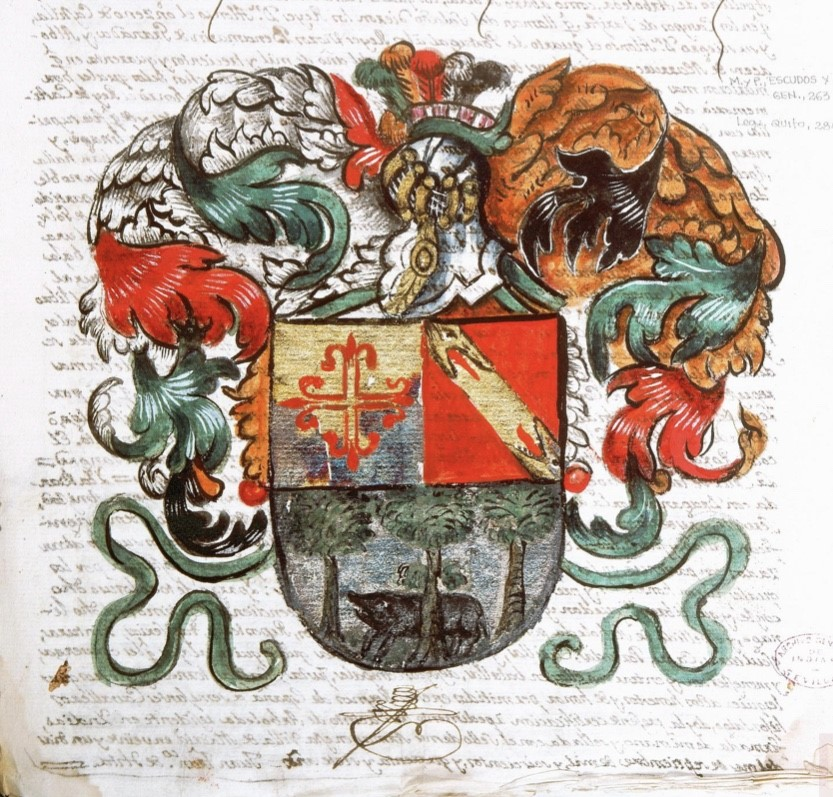
Escudo de armas del apellido Arboleda concedido por el rey Felipe IV a Jacinto Arboleda y Ortiz, tatarabuelo de Antonio Arboleda y Arrachea (Archivo General de Indias, Sevilla, España).

Contrajo matrimonio en Popayán el 9 de enero de 1797 con Rafaela Petrona Valencia y Valencia, hija de Joaquín Francisco de Valencia y Sáenz del Pontón, Caballero de la Orden de Montesa y de la Orden de Carlos III, y Joaquina Valencia y Hurtado, nieta de Pedro Agustín de Valencia y sobrina del I Conde de Casa Valencia. Fueron padres de Vicente Javier, María Andrea, Manuel Esteban y Domingo León Arboleda Valencia.
Arboleda fue mayordomo de la Cofradía de Nuestra Señora del Rosario en la iglesia de Santo Domingo, dignidad en la que, tras su muerte, le sucedió su hijo mayor Vicente Javier el 12 de abril de 1825. También fue administrador de la Cofradía de los Pobres Vergonzantes, obra pía que habían fundado sus ancestros maternos José y Matías Prieto de Tobar en el siglo XVIII, para brindar alivio a aquellas familias de Popayán que viesen menguados sus bienes de fortuna y su subsistencia. Donó al templo de Santo Domingo de su ciudad natal el célebre altar mayor, cuyo diseño estuvo a cargo del arquitecto y presbítero Marcelino Pérez de Arroyo, habiéndose concluido e instalado poco antes del fallecimiento de Arboleda.
Falleció en Popayán el 17 de marzo de 1825 a los 54 años de edad.
Varios descendientes de Antonio Arboleda y Arrachea han alcanzado notable figuración en la vida nacional de Colombia, entre ellos:
- Simón Arboleda (1824-1883), General de la República, Ministro del Interior, diplomático y senador de la República, Jefe del Estado Mayor del Cauca Grande.
- Manuel Antonio Arboleda Scarpetta (1870-1923), sacerdote católico vicentino, Arzobispo de Popayán.
- Vicente Javier Arboleda Cajiao, diplomático, cónsul de Colombia en Barcelona, Caballero de la Orden del Santo Sepulcro de Jerusalén.
- Gustavo Arboleda (1881-1938), historiador, periodista y genealogista, autor de la Historia Contemporánea de Colombia, entre varias otras obras.
- Manuel Antonio Arboleda Arboleda (1905-1936), político e intelectual, Secretario General de la Universidad Nacional, propulsor de la idea de convertir el antiguo panóptico de Bogotá en sede para el Museo Nacional.
- Esmeralda Arboleda Cadavid (1921-1997), primera mujer en llegar al senado por elección popular y una de las primeras en ser designada ministra y embajadora; notable política y sufragista, impulsó el voto femenino.
- Soffy Arboleda de Vega, (1930-2018), historiadora artística